# Rock 'n' Roll Prophet
Rock 'n' Roll Prophet è un album in studio da solista del tastierista britannico Rick Wakeman, pubblicato nel 1982.

## Tracce
1. I'm So Straight I'm a Weirdo – 3:54
2. The Dragon – 3:34
3. Dark – 5:07
4. Maybe '80 – 5:27
5. Early Warning – 3:34
6. Spy of 55 – 5:07
7. Do You Believe in Fairies? – 4:29
8. Rock 'n' Roll Prophet – 4:40